# Mortes em agosto de 2023
Mortes em 2023: ← Janeiro – Fevereiro – Março – Abril – Maio – Junho – Julho – Agosto – Setembro – Outubro – Novembro – Dezembro →
Esta é uma relação de pessoas notáveis que morreram durante o mês de agosto de 2023, listando nome, nacionalidade, ocupação e ano de nascimento.

Mark Margolis, ator estadunidense.

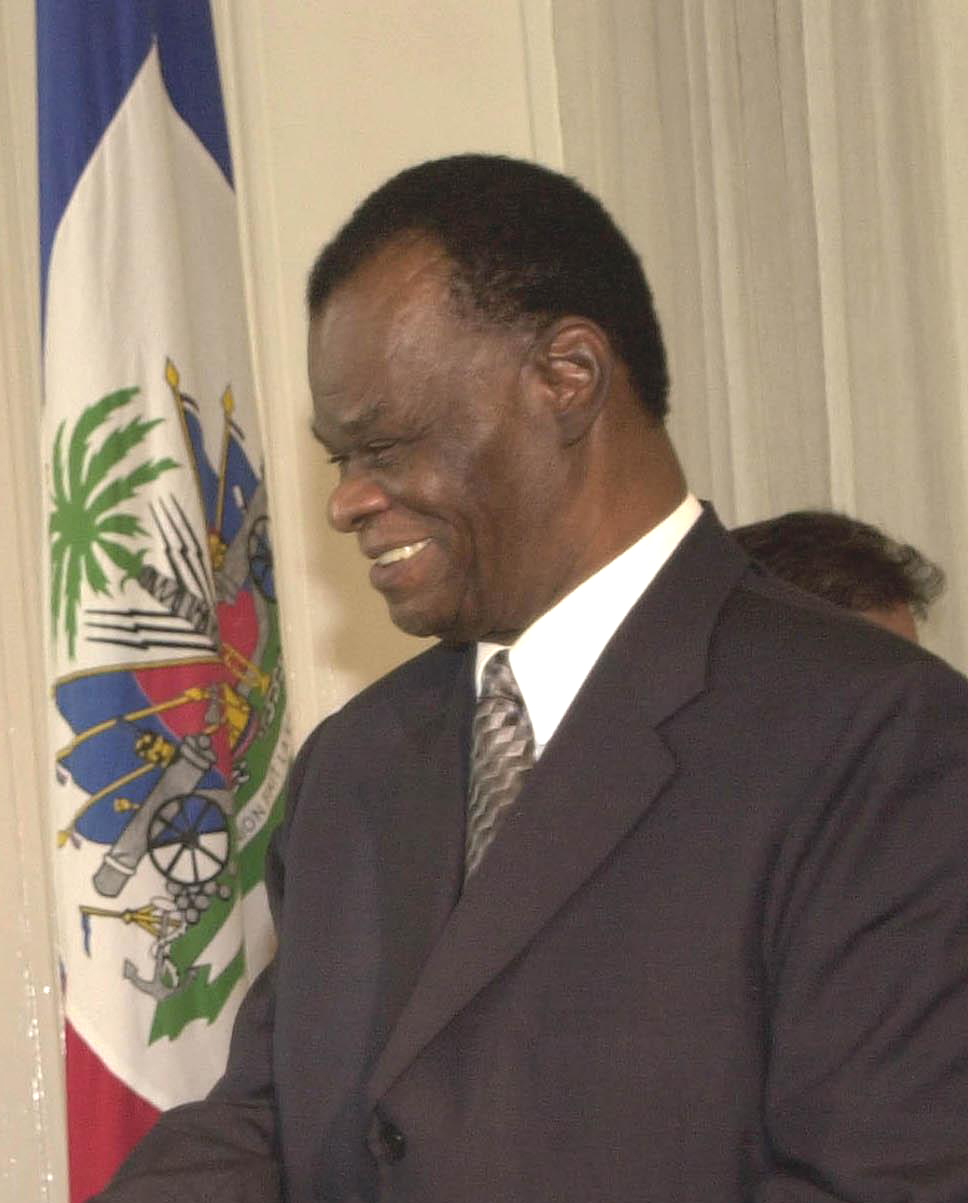
Boniface Alexandre, jurista e político haitiano.

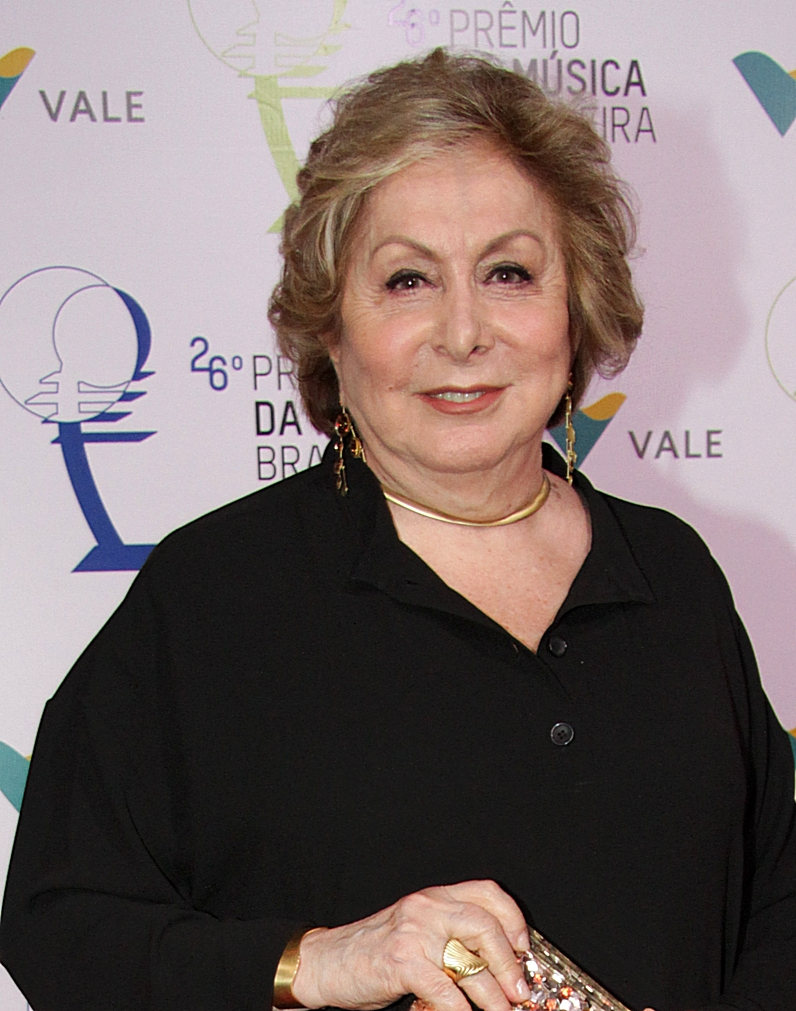
Aracy Balabanian, atriz brasileira.

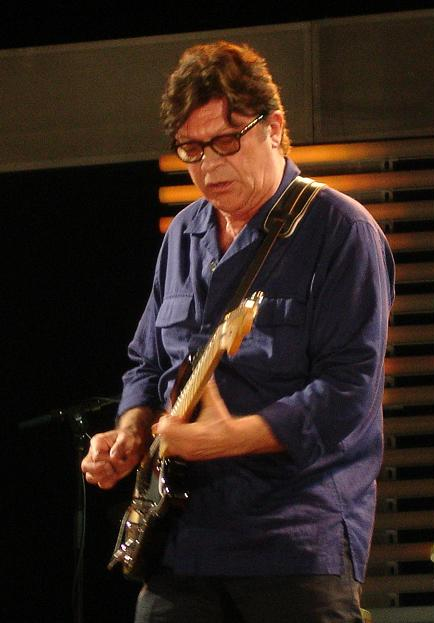
Robbie Robertson, músico canadense.

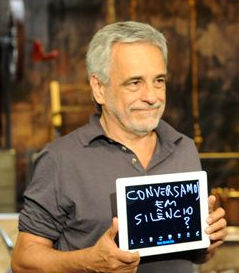
Aderbal Freire Filho, diretor e apresentador brasileiro.

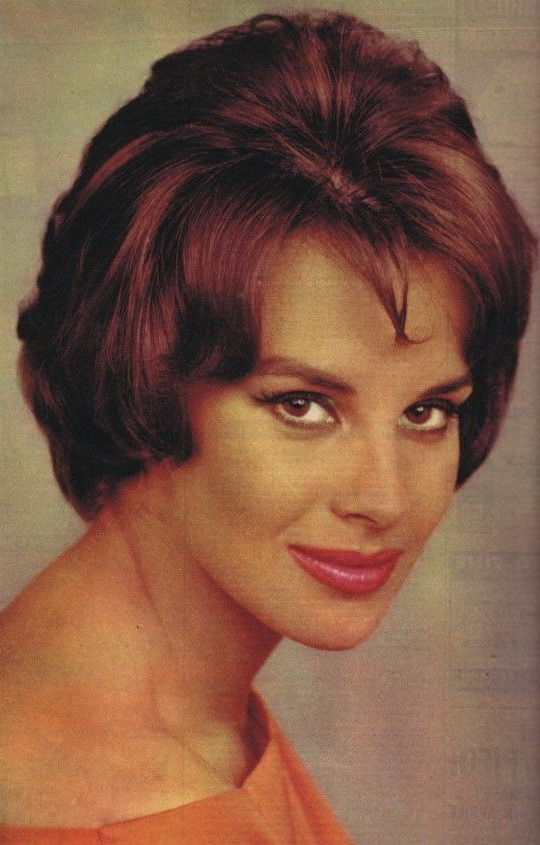
Antonella Lualdi, atriz e cantora italiana.

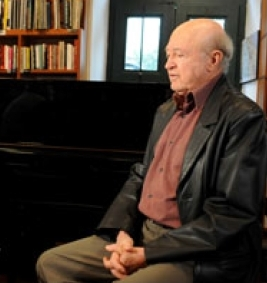
José Murilo de Carvalho, cientista político e historiador brasileiro.

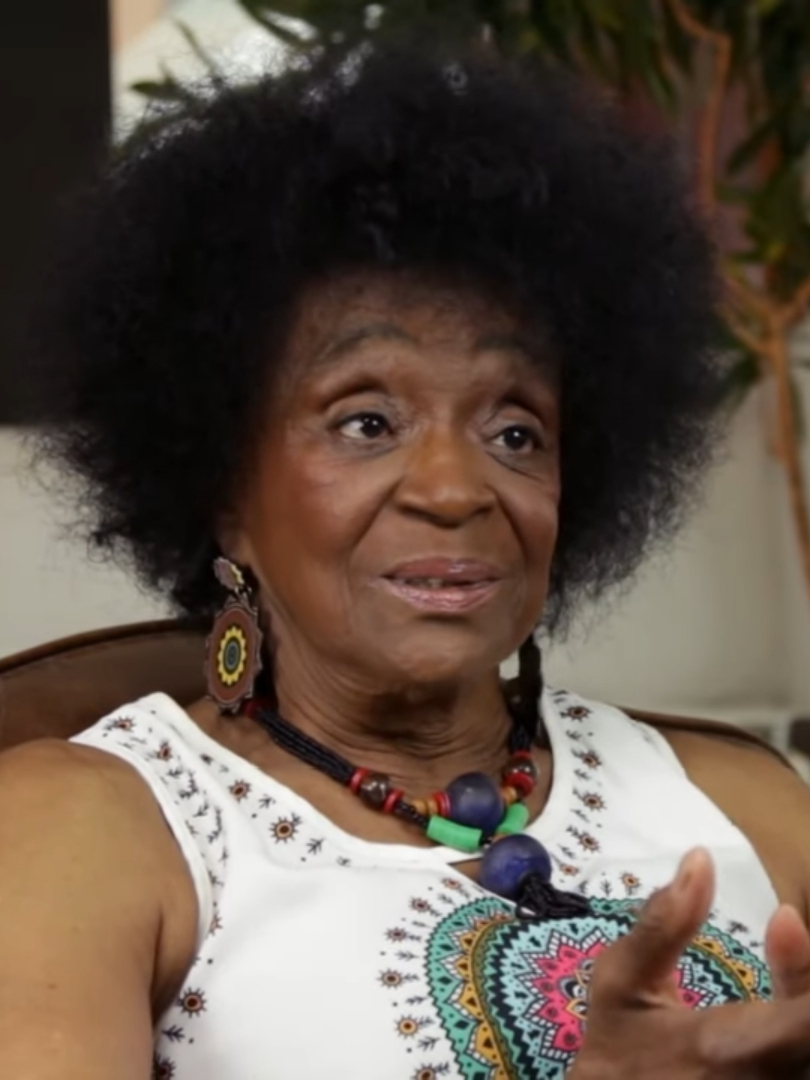
Léa Garcia, atriz brasileira.

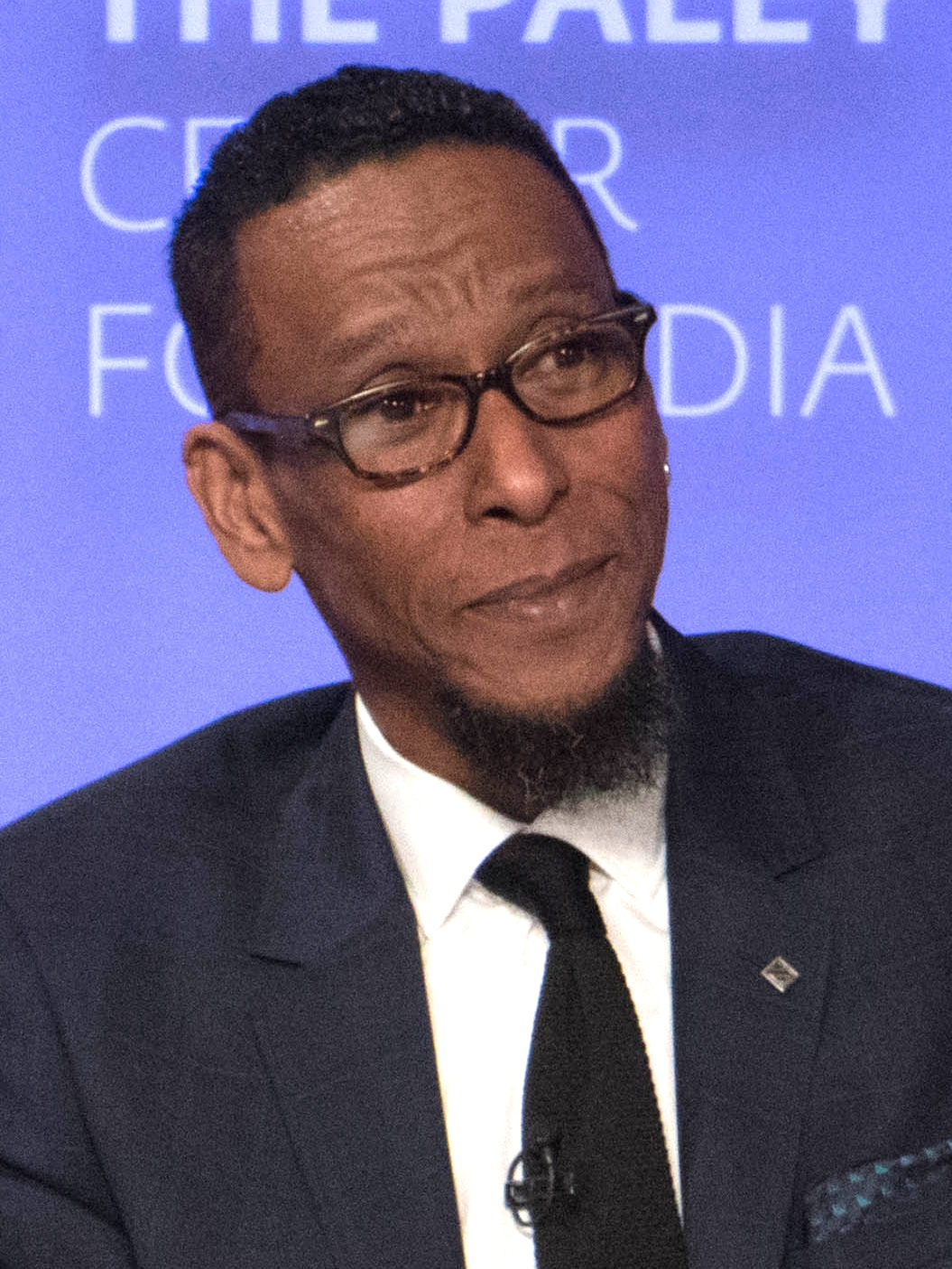
Ron Cephas Jones, ator estadunidense.

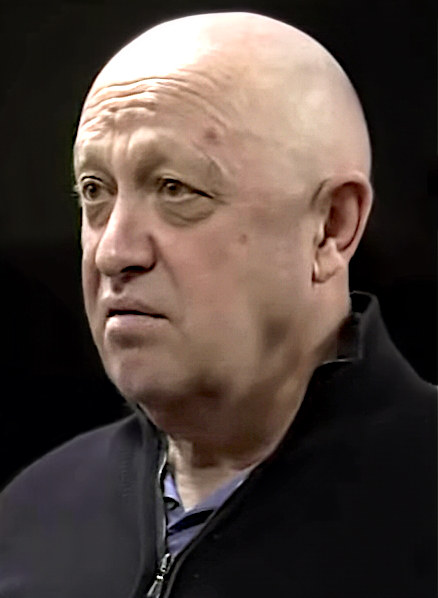
Yevgeny Prigozhin, empresário russo.

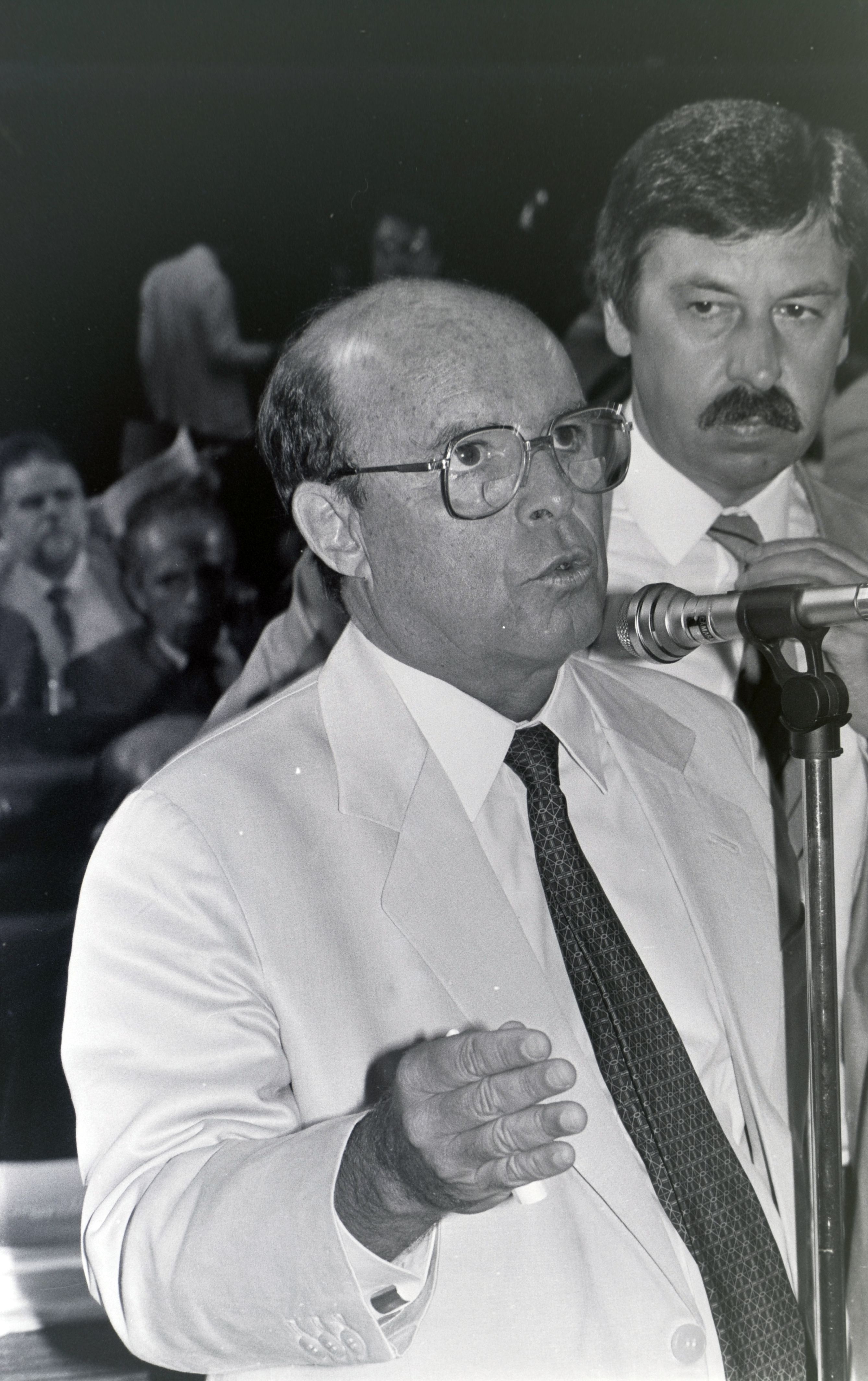
Francisco Dornelles, político brasileiro.

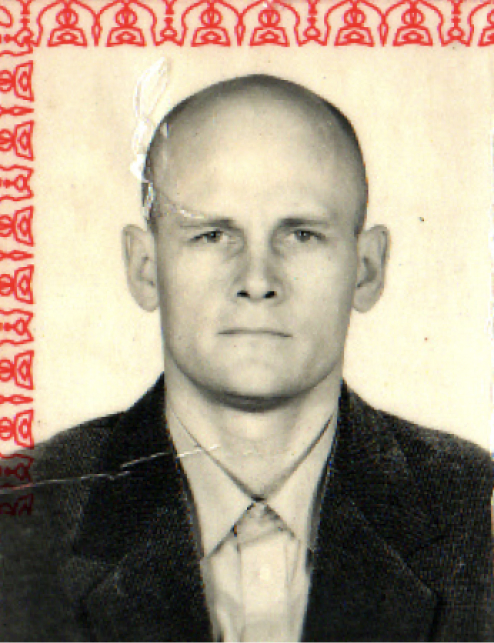
Dmitry Utkin, militar russo.

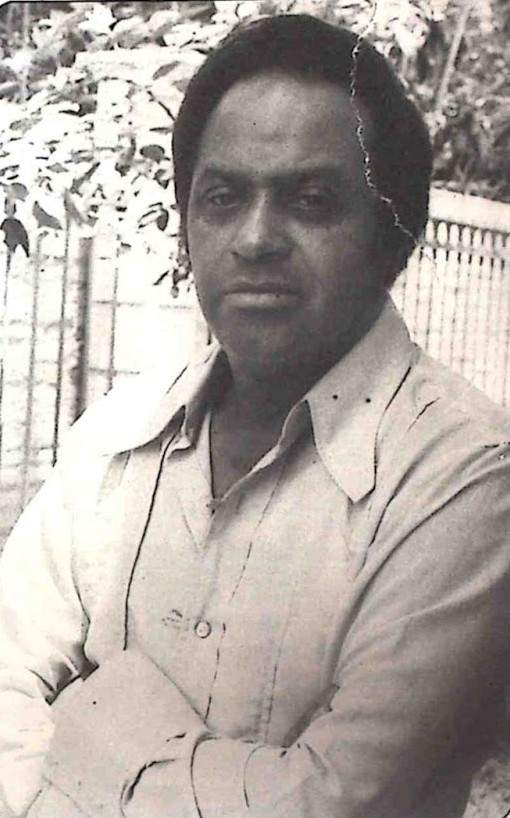
Carlos Gonzaga, músico e cantor brasileiro.

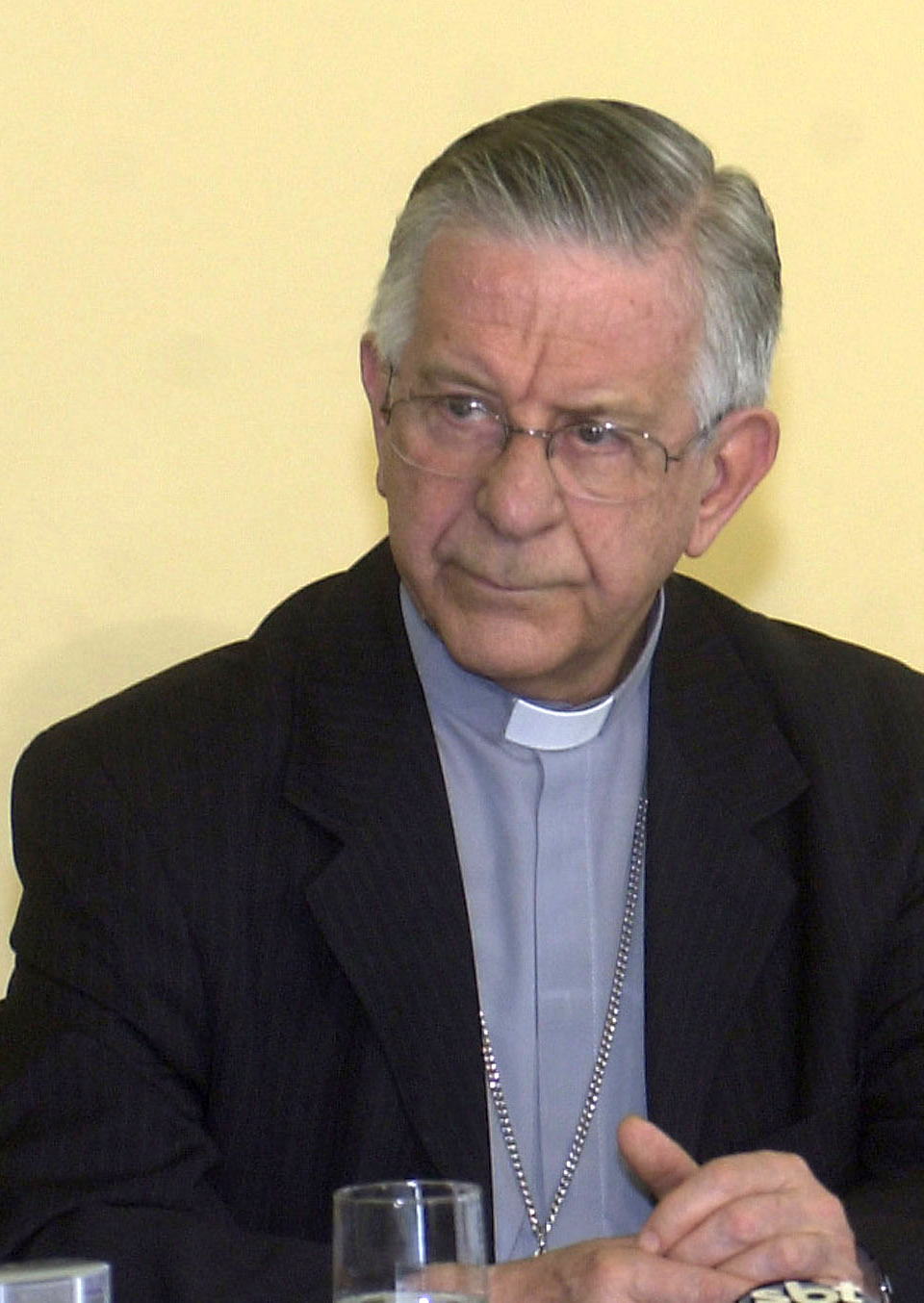
Geraldo Majella Agnelo, prelado brasileiro.

Lana Bittencourt, cantora e atriz brasileira.

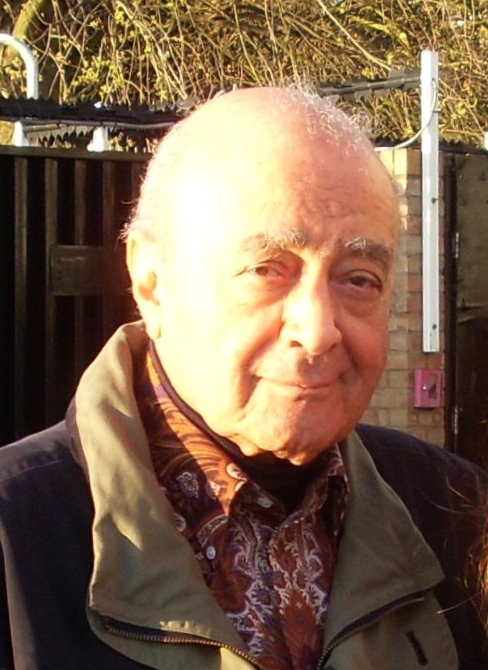
Mohamed Al-Fayed, empresário egípcio.

| Dia | Nome                           | Profissão ou motivo de reconhecimento | Nacionalidade                | Nasc. | Ref    |
| --- | ------------------------------ | ------------------------------------- | ---------------------------- | ----- | ------ |
| 1   | Henri Konan Bédié              | Político                              | Costa do Marfim              | 1934  | [ 1 ]  |
| 1   | Tibor Lendvai                  | Ciclista                              | Hungria                      | 1940  | [ 2 ]  |
| 1   | Maria Helena Dias              | Atriz                                 | Brasil                       | 1931  | [ 3 ]  |
| 1   | Gérard Pommier                 | Psiquiatra                            | França                       | 1941  | [ 4 ]  |
| 1   | Williamson Murray              | Historiador e autor                   | Estados Unidos               | 1941  | [ 5 ]  |
| 1   | Owe Adamson                    | Ciclista                              | Suécia                       | 1935  | [ 6 ]  |
| 2   | Miguel Livramento              | Jornalista esportivo                  | Brasil                       | 1942  | [ 7 ]  |
| 2   | Ignacy Sachs                   | Economista                            | França/ Polónia              | 1927  | [ 8 ]  |
| 2   | Jerônimo Jardim                | Compositor e escritor                 | Brasil                       | 1944  | [ 9 ]  |
| 3   | Victor Pavlovich Maslov        | Físico e matemático                   | Rússia/ União Soviética      | 1930  | [ 10 ] |
| 3   | Gilles Perrault                | Escritor                              | França                       | 1931  | [ 11 ] |
| 3   | Mark Margolis                  | Ator                                  | Estados Unidos               | 1939  | [ 12 ] |
| 3   | Ana Maria Carvalho             | Cantora e artista                     | Brasil                       | 1947  | [ 13 ] |
| 4   | Boniface Alexandre             | Jurista e político                    | Haiti                        | 1936  | [ 14 ] |
| 4   | Ivonir Machado                 | Músico                                | Brasil                       | 1960  | [ 15 ] |
| 5   | Hélène Carrère d'Encausse      | Historiadora                          | França                       | 1929  | [ 16 ] |
| 5   | Arthur Schmidt                 | Editor cinematográfico                | Estados Unidos               | 1937  | [ 17 ] |
| 6   | Veniamin Mandrykin             | Futebolista                           | Rússia/ União Soviética      | 1981  | [ 18 ] |
| 6   | Bram Moolenaar                 | Cientista da computação               | Países Baixos                | 1961  | [ 19 ] |
| 7   | Kostis Gimossoulis             | Escritor                              | Grécia                       | 1960  | [ 20 ] |
| 7   | Aracy Balabanian               | Atriz                                 | Brasil                       | 1940  | [ 21 ] |
| 7   | Mario Tronti                   | Político                              | Itália                       | 1931  | [ 22 ] |
| 7   | William Friedkin               | Cineasta                              | Estados Unidos               | 1935  | [ 23 ] |
| 8   | Federico Bahamontes            | Ciclista                              | Espanha                      | 1928  | [ 24 ] |
| 8   | Sixto Rodriguez                | Músico                                | Estados Unidos               | 1941  | [ 25 ] |
| 8   | Luis Alberto Parra Mora        | Prelado                               | Colômbia                     | 1944  | [ 26 ] |
| 8   | Ian Macdonald                  | Matemático                            | Reino Unido                  | 1928  | [ 27 ] |
| 9   | Robbie Robertson               | Músico                                | Canadá                       | 1943  | [ 28 ] |
| 9   | Aderbal Freire Filho           | Diretor e apresentador                | Brasil                       | 1941  | [ 29 ] |
| 9   | Fernando Villavicencio         | Político e jornalista                 | Equador                      | 1963  | [ 30 ] |
| 9   | Aleksandar Matanović           | Enxadrista                            | Sérvia/ Iugoslávia           | 1930  | [ 31 ] |
| 9   | Véronique Trillet-Lenoir       | Oncologista e política                | França                       | 1957  | [ 32 ] |
| 9   | Robert Swan                    | Ator                                  | Estados Unidos               | 1944  | [ 33 ] |
| 10  | Alexander Viktorenko           | Cosmonauta                            | Cazaquistão/ União Soviética | 1947  | [ 34 ] |
| 10  | Antonella Lualdi               | Atriz e cantora                       | Itália                       | 1931  | [ 35 ] |
| 10  | Daniel                         | Prelado                               | Japão                        | 1938  | [ 36 ] |
| 10  | Michela Murgia                 | Escritora                             | Itália                       | 1972  | [ 37 ] |
| 10  | Cesare Cipollini               | Ciclista                              | Itália                       | 1958  | [ 38 ] |
| 10  | Dad Squarisi                   | Escritora e jornalista                | Líbano/ Brasil               | 1946  | [ 39 ] |
| 12  | Helion Vargas                  | Físico e professor                    | Brasil                       | 1934  | [ 40 ] |
| 13  | José Murilo de Carvalho        | Cientista político e historiador      | Brasil                       | 1939  | [ 41 ] |
| 13  | Patricia Bredin                | Atriz e cantora                       | Reino Unido                  | 1935  | [ 42 ] |
| 14  | Francesco Alberoni             | Sociólogo e jornalista                | Itália                       | 1929  | [ 43 ] |
| 15  | Léa Garcia                     | Atriz                                 | Brasil                       | 1933  | [ 44 ] |
| 15  | Germano Vieira                 | Político                              | Brasil                       | 1925  | [ 45 ] |
| 16  | Renata Scotto                  | Cantora                               | Itália                       | 1934  | [ 46 ] |
| 16  | Jerry Moss                     | Empresário                            | Estados Unidos               | 1935  | [ 47 ] |
| 16  | Howard Becker                  | Sociólogo                             | Estados Unidos               | 1925  | [ 48 ] |
| 17  | Guillermo Timoner              | Ciclista                              | Espanha                      | 1926  | [ 49 ] |
| 17  | John Devitt                    | Nadador                               | Austrália                    | 1937  | [ 50 ] |
| 17  | David Ostrosky                 | Ator                                  | México                       | 1956  | [ 51 ] |
| 17  | Karol Bobko                    | Astronauta                            | Estados Unidos               | 1937  | [ 52 ] |
| 17  | Mãe Bernadete                  | Ialorixá, ativista e líder quilombola | Brasil                       | 1951  | [ 53 ] |
| 19  | Carlo Mazzone                  | Treinador de futebol                  | Itália                       | 1937  | [ 54 ] |
| 19  | Ron Cephas Jones               | Ator                                  | Estados Unidos               | 1957  | [ 55 ] |
| 19  | John Warnock                   | Cientista da computação               | Estados Unidos               | 1940  | [ 56 ] |
| 19  | Jean-Claude Nallet             | Atleta                                | França                       | 1947  | [ 57 ] |
| 20  | Vladimir Zakharov              | Físico                                | Rússia/ União Soviética      | 1939  | [ 58 ] |
| 20  | David Jacobs                   | Escritor e roteirista                 | Estados Unidos               | 1939  | [ 59 ] |
| 22  | Eustaquio Pastor Cuquejo Verga | Prelado                               | Paraguai                     | 1939  | [ 60 ] |
| 22  | Toto Cutugno                   | Músico                                | Itália                       | 1943  | [ 61 ] |
| 22  | Tom Courtney                   | Atleta                                | Estados Unidos               | 1933  | [ 62 ] |
| 22  | Fernando Legal                 | Prelado                               | Brasil                       | 1931  | [ 63 ] |
| 22  | Martin Laciga                  | Voleibolista de praia                 | Suíça                        | 1975  | [ 64 ] |
| 23  | Calyampudi Radhakrishna Rao    | Matemático                            | Índia                        | 1920  | [ 65 ] |
| 23  | Eduardo Barbosa                | Médico e político                     | Brasil                       | 1958  | [ 66 ] |
| 23  | Yevgeny Prigozhin              | Empresário                            | Rússia/ União Soviética      | 1961  | [ 67 ] |
| 23  | Francisco Dornelles            | Político                              | Brasil                       | 1935  | [ 68 ] |
| 23  | Dmitry Utkin                   | Militar                               | Rússia/ União Soviética      | 1970  | [ 69 ] |
| 23  | Terry Funk                     | Lutador                               | Estados Unidos               | 1944  | [ 70 ] |
| 23  | João Carlos Cauduro            | Arquiteto                             | Brasil                       | 1935  | [ 71 ] |
| 24  | Bray Wyatt                     | Lutador                               | Estados Unidos               | 1987  | [ 72 ] |
| 24  | Michael Anthony                | Escritor                              | Trinidad e Tobago            | 1930  | [ 73 ] |
| 24  | Arleen Sorkin                  | Atriz                                 | Estados Unidos               | 1955  | [ 74 ] |
| 25  | Carlos Gonzaga                 | Músico e cantor                       | Brasil                       | 1924  | [ 75 ] |
| 26  | Geraldo Majella Agnelo         | Prelado                               | Brasil                       | 1933  | [ 76 ] |
| 26  | MC Marcinho                    | Cantor e compositor                   | Brasil                       | 1977  | [ 77 ] |
| 26  | Bob Barker                     | Apresentador de televisão             | Estados Unidos               | 1923  | [ 78 ] |
| 26  | Gleb Panfilov                  | Cineasta                              | Rússia/ União Soviética      | 1934  | [ 79 ] |
| 26  | Emilia Ferreiro                | Psicóloga e pedagoga                  | Argentina                    | 1936  | [ 80 ] |
| 27  | Don Sundquist                  | Político e empresário                 | Estados Unidos               | 1936  | [ 81 ] |
| 28  | Lana Bittencourt               | Cantora e atriz                       | Brasil                       | 1932  | [ 82 ] |
| 29  | Waldemar Victorino             | Futebolista                           | Uruguai                      | 1952  | [ 83 ] |
| 30  | Mohamed Al-Fayed               | Empresário                            | Egito                        | 1929  | [ 84 ] |
| 31  | Jan Jongbloed                  | Futebolista                           | Países Baixos                | 1940  | [ 85 ] |
| 31  | Salatiel Carvalho              | Político                              | Brasil                       | 1954  | [ 86 ] |